# Gallopamil
A gallopamil (INN) halványsárga, vízben nem oldódó, viszkózus olaj. A verapamil metoxi-származéka.
Stabil angina pectoris és magas vérnyomás elleni gyógyszer. Jól kombinálható más típusú vérnyomáscsökkentőkkel.
A Bordeaux-i Egyetemi Kórházban egy 2009-ben kezdődött kísérletben a szer asztma elleni alkalmazhatóságát vizsgálják.

## Hatásmód
Gátolja a kalcium-ionok beáramlását a szív–érrendszer izomsejtjeibe. 
Csökkenti a szívizom oxigénigényét. A koszorúerek simaizomsejtjeire gyakorolt hatása következtében javul a szívizom vérellátása, és a koszorúérgörcs oldódik. A környéki 
érellenállás csökkentésével a magas vérnyomás ellen hat. Bizonyos szívritmuszavarok esetében helyreállítja a normális ritmust.

## Mellékhatások, ellenjavallatok
Ellenjavallatok:
- súlyos keringési elégtelenség
- heveny szövődményes szívinfarktus
- kompenzálatlan pangásos szívelégtelenség
- ingervezetési zavarok (magas fokú sinoatrialis blokk,[2] másod- vagy harmadfokú pitvar–kamrai blokk,[3] Wolff-Parkinson-White-szindróma[4])
- súlyos máj- és/vagy vesekárosodás
- gyermekkor
- terhesség, szoptatás időszaka (nincs kellő kísérleti tapasztalat)
- alacsony vérnyomás

Kölcsönhatás léphet fel az egyidejűleg szedett szívritmuszavar-ellenes szerekkel, béta-blokkolókkal, vérnyomáscsökkentő szerekkel, vizelethajtókkal, értágítókkal, izomlazítókkal.
A gallopamil fokozza az alkohol hatását, mert elhúzódóvá teszi a lebomlását.
Mellékhatások: szívritmuszavar, a korábban fennálló szívelégtelenség rosszabbodása, allergiás reakciók
(bőrkiütés, viszketés, csalánkiütés, nyálkahártya-panaszok, vizenyő), vérnyomásesés, végtagzsibbadás, bizsergés.

## Adagolás
Angina pectoris ellen a szokásos adag naponta kétszer 100 mg. Magas vérnyomás esetén reggel 100 mg, mely szükség esetén napi kétszeri adagra növelhető.
Hosszan tartó kezelés után a gyógyszert csak fokozatosan szabad elhagyni.

## Készítmények
Nemzetközi forgalomban:
- Algocor
- Gallobeta
- Procorum

Magyarországon az utóbbi van forgalomban:
- PROCORUM SR 100 mg retard filmtabletta